# Under a Blood Red Sky
Under a Blood Red Sky ist ein Live- und Videoalbum der irischen Rockband U2 aus dem Jahr 1983.

## Entstehung und Veröffentlichung
Die Erstveröffentlichung von Under a Blood Red Sky erfolgte am 7. November 1983 bei Island Records. Das Album erschien in seiner Originalausführung als CD (Katalognummer: 205 904) und LP (Katalognummer: 818 008-1) mit acht Titeln. Im gleichen Jahr erschien es auch als VHS-Kassette. Am 26. September 2008 erschien die sogenannte „Remastered Deluxe Edition“ mit dem Videoalbum als Bonus-DVD (Katalognummer: 060251764196). Am 30. September desselben Jahres erschien es erstmals als eigenständige DVD (Katalognummer: 1764968).
Das Album beinhaltet Liveaufnahmen von drei Konzerten aus der War Tour der Band. Die Produktion des Albums erfolgte durch Jimmy Iovine. Sowohl die Audio- als auch die Videoausführung beinhalten einige Titel nicht, die bei den Konzerten gespielt wurden, wie zum Beispiel Two Hearts Beat as One. Die Aufnahmen vom Red-Rocks-Amphitheater (nahe Denver) am 5. Juni 1983 trugen durch den starken Regen und die hellen Scheinwerfer, die um die Bühne herumstanden, zu dem dramatischen Gesamteindruck des Konzertes bei. Die Videomitschnitte liefen regelmäßig auf MTV.
Der Albumtitel Under a Blood Red Sky ist dem Lied New Year’s Day aus dem Album War entnommen. Auf dem gleichnamigen Konzertvideo ist diese Textzeile jedoch nicht zu hören, da Bono sie (wetterbedingt) in Under a Thunder Cloud and Rain geändert hatte.
Der überwiegende Teil der Stücke der Platte wurden auf dem Rockpalast-Konzert auf der Loreley am 20. August 1983 aufgenommen, unter anderem Sunday Bloody Sunday. Die von Bono dem Lied vorangestellte Erklärung “This song is not a rebel song” stammt jedoch nicht von dem Rockpalast-Mitschnitt, dort versuchte der U2-Sänger die Bedeutung des Stückes auf Deutsch zu erklären.

## Titelliste
1. Gloria – 4:45, aufgenommen in Red Rocks Amphitheatre, Colorado am 5. Juni 1983
2. 11 O’Clock Tick Tock – 4:43, aufgenommen in Boston, Massachusetts am 6. Mai 1983
3. I Will Follow – 3:47, aufgenommen auf der Loreley, St. Goarshausen am 20. August 1983
4. Party Girl – 3:08, aufgenommen in Red Rocks Amphitheatre, Colorado am 5. Juni 1983
5. Sunday Bloody Sunday – 5:17, aufgenommen auf der Loreley, St. Goarshausen am 20. August 1983
6. The Electric Co. – 5:23, aufgenommen auf der Loreley, St. Goarshausen am 20. August 1983
7. New Year’s Day – 4:36, aufgenommen auf der Loreley, St. Goarshausen am 20. August 1983
8. 40 – 3:43, aufgenommen auf der Loreley, St. Goarshausen am 20. August 1983

## Rezeption
Die Aufnahmen bei den Red Rocks wurden in die Liste der „50 Moments that Changed Rock and Roll“ aufgenommen.

## Kommerzieller Erfolg

### Chartplatzierungen
| ChartsChartplatzierungen       | Höchstplatzierung | Wochen |
| ------------------------------ | ----------------- | ------ |
| Deutschland (GfK)              | 20 (17 Wo.)       | 17     |
| Irland (IRMA)                  | 43 (26 Wo.)       | 26     |
| Vereinigte Staaten (Billboard) | 28 (180 Wo.)      | 180    |
| Vereinigtes Königreich (OCC)   | 2 (203 Wo.)       | 203    |

| ChartsChartplatzierungen       | Höchstplatzierung | Wochen |
| ------------------------------ | ----------------- | ------ |
| Schweiz (IFPI)                 | 3 (1 Wo.)         | 1      |
| Vereinigte Staaten (Billboard) | 3 (… Wo.)         | …      |
| Vereinigtes Königreich (OCC)   | 8 (15 Wo.)        | 15     |

### Auszeichnungen für Musikverkäufe
Album

| Land/Region                  | Auszeichnungen für Musikverkäufe (Land/Region, Auszeichnung, Verkäufe) | Verkäufe  |
| ---------------------------- | ---------------------------------------------------------------------- | --------- |
| Australien (ARIA)            | 4× Platin                                                              | 280.000   |
| Belgien (BRMA)               | Gold                                                                   | 25.000    |
| Deutschland (BVMI)           | Platin                                                                 | 500.000   |
| Frankreich (SNEP)            | Platin                                                                 | 300.000   |
| Kanada (MC)                  | 2× Platin                                                              | 200.000   |
| Neuseeland (RMNZ)            | 6× Platin                                                              | 90.000    |
| Spanien (Promusicae)         | Gold                                                                   | 50.000    |
| Vereinigte Staaten (RIAA)    | 3× Platin                                                              | 3.000.000 |
| Vereinigtes Königreich (BPI) | 3× Platin                                                              | 900.000   |
| Insgesamt                    | 2× Gold · 23× Platin ·                                                 | 6.345.000 |

Hauptartikel: U2 (Band)/Auszeichnungen für Musikverkäufe